# Dietmannsdorf an der Wild
Dietmannsdorf ist eine Ortschaft und eine Katastralgemeinde der Gemeinde Brunn an der Wild im Bezirk Horn in Niederösterreich.

## Geografie
Das Dorf befindet sich etwa einen Kilometer nördlich der Waldviertler Straße. Ein weiterer Ortsteil ist Wildhäuser.

## Siedlungsentwicklung
Zum Jahreswechsel 1979/1980 befanden sich in der Katastralgemeinde Dietmannsdorf insgesamt 69 Bauflächen mit 38.596 m² und 71 Gärten auf 49.104 m², 1989/1990 gab es 72 Bauflächen. 1999/2000 war die Zahl der Bauflächen auf 201 angewachsen und 2009/2010 bestanden 88 Gebäude auf 196 Bauflächen.

## Geschichte
Im Jahr 1822 wurde der Ort als Dorf mit 40 Häusern genannt, das über eine Pfarre und eine Schule verfügte. Die Herrschaft Wildberg besaß die Ortsobrigkeit, übte die Landgerichtsbarkeit aus und besorgte die Konskription. Die Untertanen und Grundholde des Ortes gehörten den Herrschaften Wildberg und St. Bernhard. Laut Adressbuch von Österreich waren im Jahr 1938 in der Ortsgemeinde Dietmannsdorf zwei Gastwirte, ein Gemischtwarenhändler, ein Schmied, ein Schuster, ein Tischler, ein Wagner, ein Zimmermeister und einige Landwirte ansässig.

## Bodennutzung
Die Katastralgemeinde ist landwirtschaftlich geprägt. 376 Hektar wurden zum Jahreswechsel 1979/1980 landwirtschaftlich genutzt und 387 Hektar waren forstwirtschaftlich geführte Waldflächen. 1999/2000 wurde auf 356 Hektar Landwirtschaft betrieben und 404 Hektar waren als forstwirtschaftlich genutzte Flächen ausgewiesen. Ende 2018 waren 341 Hektar als landwirtschaftliche Flächen genutzt und Forstwirtschaft wurde auf 388 Hektar betrieben. Die durchschnittliche Bodenklimazahl von Dietmannsdorf beträgt 29,2 (Stand 2010).

## Kultur und Sehenswürdigkeiten
- Katholische Pfarrkirche hl. Laurentius